# Tommy Schmid
Thomas Martin „Tommy” Schmid (ur. 12 kwietnia 1988 w Trondheim) – szwajcarski narciarz, specjalista kombinacji norweskiej, srebrny medalista mistrzostw świata juniorów.

## Kariera
Tommy Schmid urodził się w norweskim Trondheim, mimo to do sezonu 2010/2011 reprezentował barwy Szwajcarii, skąd pochodzą jego rodzice – Ruth i Rudolf. Po sezonie 2010/2011 zdecydował się na zmianę obywatelstwa na norweskie. Poszedł tym samym w ślady swego starszego brata, Jana Schmida, który zmienił reprezentację w 2006 roku.
Po raz pierwszy na arenie międzynarodowej Tommy Schmid pojawił się 8 grudnia 2004 roku, kiedy wystartował w zawodach FIS Race. Zajął wtedy 51. miejsce w zawodach metodą Gundersena w Seefeld. W 2006 roku wystąpił na Mistrzostwach Świata Juniorów w Kranju, gdzie był między innymi ósmy w drużynie, a w Gundersenie zajął 22. miejsce. Rok później, podczas Mistrzostw Świata Juniorów w Tarvisio indywidualnie zajmował miejsca w połowie drugiej dziesiątki, a w drużynie był dziewiąty. Jeszcze przed końcem 2007 roku, 30 grudnia w Oberhofie zadebiutował w Pucharze Świata, zajmując 33. miejsce w Gundersenie. W sezonie 2007/2008 wystartował jeszcze ośmiokrotnie, przy czym 13 stycznia 2008 roku w Val di Fiemme zdobył pierwsze punkty PŚ, zajmując 17. miejsce w sprincie. Schmid pobił ten wynik jeszcze w tym samym sezonie, 24 lutego 2008 roku w Zakopanem zajmując drugie miejsce w tej samej konkurencji. Było to jego pierwsze pucharowe podium w karierze oraz najlepszy wynik we wszystkich jego dotychczasowych startach. W klasyfikacji generalnej zajął 34. miejsce.
W trzech kolejnych sezonach: 2008/2009, 2009/2010 i 2010/2011 spisywał się słabiej, nie tylko nie stając na podium, ale też ani razu nie plasując się w czołowej dziesiątce zawodów. W klasyfikacji generalnej zajmował przez to odległe pozycje. W tym czasie wystartował jednak na Igrzyskach Olimpijskich w Vancouver w 2010 roku, gdzie był między innymi szesnasty w Gundersenie na dużej skoczni oraz dziewiąty w konkursie drużynowym. W 2011 roku wziął udział w konkursie drużynowym na dużej skoczni podczas Mistrzostw Świata w Oslo, zajmując wraz z kolegami z reprezentacji Szwajcarii ósme miejsce.

## Osiągnięcia

### Igrzyska Olimpijskie
| Miejsce | Dzień     | Rok  | Miejscowość | Konkurencja           | Wynik zwycięzcy | Strata      | Zwycięzca           |
| ------- | --------- | ---- | ----------- | --------------------- | --------------- | ----------- | ------------------- |
| 40.     | 14 lutego | 2010 | Vancouver   | Gundersen HS106/10 km | 25:47.1 min     | +3:13.4 min | Jason Lamy Chappuis |
| 9.      | 23 lutego | 2010 | Vancouver   | Sztafeta HS140/4x5 km | 49:31.6 min     | +4:18.2 min | Austria             |
| 16.     | 25 lutego | 2010 | Vancouver   | Gundersen HS140/10 km | 25:32.9 min     | +1:52.8 min | Bill Demong         |

### Mistrzostwa świata
| Miejsce | Dzień   | Rok  | Miejscowość | Konkurencja           | Wynik zwycięzcy | Strata      | Zwycięzca |
| ------- | ------- | ---- | ----------- | --------------------- | --------------- | ----------- | --------- |
| 8.      | 4 marca | 2011 | Oslo        | Sztafeta HS134/4x5 km | 47:12.3 min     | +3:04.8 min | Austria   |

### Mistrzostwa świata juniorów
| Miejsce | Dzień     | Rok  | Miejscowość | Konkurencja           | Wynik zwycięzcy | Strata      | Zwycięzca         |
| ------- | --------- | ---- | ----------- | --------------------- | --------------- | ----------- | ----------------- |
| 22.     | 1 lutego  | 2006 | Kranj       | Gundersen HS109/10 km | 29:59.9 min     | +3:52.9 min | François Braud    |
| 8.      | 3 lutego  | 2006 | Kranj       | Sztafeta HS109/4x5    | 55:42.3 min     | +5:09.4 min | Niemcy            |
| 29.     | 5 lutego  | 2006 | Kranj       | Sprint HS109/5 km     | 13:06.3 min     | +1:49.9 min | Tom Beetz         |
| 13.     | 14 marca  | 2007 | Tarvisio    | Gundersen HS109/10 km | 33:26.7 min     | +3:37.4 min | Anssi Koivuranta  |
| 9.      | 16 marca  | 2007 | Tarvisio    | Sztafeta HS109/4x5 km | 1:05:35.0 h     | +4:51.0 min | Austria           |
| 16.     | 18 marca  | 2007 | Tarvisio    | Sprint HS109/5 km     | 15:01.3 min     | +31.5 s     | Eric Frenzel      |
| 6.      | 27 lutego | 2008 | Zakopane    | Gundersen HS94/10 km  | ?               | +2:07.1 min | Alessandro Pittin |
| 5.      | 28 lutego | 2008 | Zakopane    | Sztafeta HS94/4x5 km  | 59:32.9 min     | +2:28.8 min | Niemcy            |
| 2.      | 29 lutego | 2008 | Zakopane    | Sprint HS94/5 km      | ?               | +11.9 s     | Tomaz Druml       |

### Puchar Świata

#### Miejsca w klasyfikacji generalnej
- sezon 2007/2008: 34.
- sezon 2008/2009: 61.
- sezon 2009/2010: 53.
- sezon 2010/2011: 53.

#### Miejsca na podium chronologicznie
| Nr | Data           | Miejscowość | Konkurencja         | Wynik zwycięzcy | Pozycja | Strata  | Zwycięzca       |
| -- | -------------- | ----------- | ------------------- | --------------- | ------- | ------- | --------------- |
| 1. | 24 lutego 2008 | Zakopane    | Sprint HS134/7.5 km | 18:51.8 min     | 2.      | +12.0 s | Bernhard Gruber |

### Puchar Kontynentalny

#### Miejsca w klasyfikacji generalnej
- sezon 2005/2006: 103.
- sezon 2006/2007: 19.
- sezon 2007/2008: -
- sezon 2008/2009: 92.

#### Miejsca na podium chronologicznie
| Nr | Data            | Miejscowość | Konkurencja              | Wynik zwycięzcy | Pozycja | Strata    | Zwycięzca     |
| -- | --------------- | ----------- | ------------------------ | --------------- | ------- | --------- | ------------- |
| 1. | 10 marca 2007   | Stryn       | Start masowy HS100/15 km | 224.5 pkt       | 3.      | -4.0 pkt  | Einar Uvsløkk |
| 2. | 14 grudnia 2007 | Høydalsmo   | Start HS94/10 km         | 268.0 pkt       | 3.      | -17.8 pkt | David Zauner  |
| 3. | 19 grudnia 2007 | Vuokatti    | Sprint HS100/7.5 km      | 20:36.0 min     | 3.      | +12.6 s   | David Zauner  |

### Letnie Grand Prix

#### Miejsca w klasyfikacji generalnej
- 2008: 34.
- 2009: 27.

#### Miejsca na podium chronologicznie
Jak dotąd Tommy Schmid nie stawał na podium zawodów Letniego Grand Prix.